# Mandhoo
Mandhoo is een van de bewoonde eilanden van het Alif Dhaal-atol behorende tot de Maldiven.

## Demografie
Mandhoo telt (stand maart 2007) 183 vrouwen en 188 mannen.